# مايكل دورمان
مايكل دورمان (بالإنجليزية: Michael Dorman)‏ هو ممثل نيوزلندي، ولد في 26 أبريل 1981 بأوكلاند في نيوزيلندا.

## أعمال

### أفلام
- (2009) مثلث[3]
- (2009) مقتحمو النهار
- (2011) الجميلة النائمة
- (2011) نخبة قتلة[4]

### مسلسلات
ون بيس (مسلسل تلفزيوني 2023)
- 2019) لكل البشرية

## وصلات خارجية
- مايكل دورمان على موقع IMDb (الإنجليزية)
- مايكل دورمان على موقع قاعدة بيانات الأفلام العربية
- مايكل دورمان على موقع ألو سيني (الفرنسية)
- مايكل دورمان على موقع أول موفي (الإنجليزية)
- مايكل دورمان على موقع قاعدة بيانات الأفلام السويدية (السويدية)
- مايكل دورمان على موقع قاعدة بيانات الفيلم (الإنجليزية)
- مايكل دورمان على موقع كينوبويسك (الروسية)